# Тригг, Маргарет
Ма́ргарет Тригг (англ. Margaret Trigg; 30 мая 1964, Бастроп, Техас, США — 16 ноября 2003, Нью-Йорк, США) — американская актриса и комедиантка.

## Биография
Маргарет Тригг родилась 30 мая 1964 года в Бастропе (штат Техас, США).
Маргарет начала свою карьеру, как комедиантка в Нью-Йорке. В 1998—1997 года Тригг снялась в 4-х фильмах и сериалах.
Умерла 16 ноября 2003 года от сердечного приступа, вызванного злоупотреблением амфетамином. В последние годы жизни навязчивой идеей актрисы были пластические операции, что, вероятно, ухудшило её здоровье.

## Фильмография
| Год  |   | Русское название | Оригинальное название        | Роль             |
| ---- | - | ---------------- | ---------------------------- | ---------------- |
| 1988 | ф | Р.О.Т.О.Р.       | R.O.T.O.R.                   | Соня             |
| 1995 | с | Убойный отдел    | Homicide: Life on the Street | Вероника Велес   |
| 1996 | с | Чужие в семье    | Aliens in the Family         | Куки Броди       |
| 1997 | ф | Дом мечты        | Dream House                  | Синтис Ротсчайлд |